# Número de Bingham
El número de Bingham {\displaystyle (Bm)} es un número adimensional usado en reología. Se utiliza para caracterizar la relación entre las tensiones viscosas.

## Etimología
Este número lleva el nombre del químico estadounidense Eugene Cook Bingham. A veces también se llama este número número de plasticidad.

## Simbología
| Símbolo                       | Nombre                           | Unidad |
| ----------------------------- | -------------------------------- | ------ |
| {\displaystyle \mathrm {Bm} } | Número de Bingham                |        |
| {\displaystyle \tau }         | Tensión cortante                 | Pa     |
| {\displaystyle \mu }          | Viscosidad dinámica              | Pa s   |
| {\displaystyle \nu }          | Viscosidad cinemática            | m2 / s |
| {\displaystyle L}             | Longitud característica          | m      |
| {\displaystyle d}             | Dimensión de sección transversal | m      |
| {\displaystyle t}             | Tiempo                           | s      |
| {\displaystyle u}             | Velocidad                        | m / s  |

## Descripción
Se define de la siguiente manera:
{\displaystyle \mathrm {Bm} ={\frac {\text{Fuerzas cortantes}}{\text{Fuerzas viscosas}}}}
|                                                                      | 1 | 2 | 3 | 4                                                                                         |
| -------------------------------------------------------------------- | --- | --- | --- | ----------------------------------------------------------------------------------------- |
| Ecuaciones                                                           | {\displaystyle \mathrm {Bm} ={\frac {\tau \ (d\ L)}{\nu \ (\nu \ \rho )}}}                              | {\displaystyle \nu ={\frac {d^{2}}{t}}}                                                                 | {\displaystyle \mu =\nu \ \rho }                                                                        | {\displaystyle u={\frac {L}{t}}}                                                          |
| Sustituyendo                                                         | {\displaystyle \mathrm {Bm} ={\frac {\tau \ (d\ L)}{(d^{2}\ /\ t)\ (\mu )}}}                            | {\displaystyle \mathrm {Bm} ={\frac {\tau \ (d\ L)}{(d^{2}\ /\ t)\ (\mu )}}}                            | {\displaystyle \mathrm {Bm} ={\frac {\tau \ (d\ L)}{(d^{2}\ /\ t)\ (\mu )}}}                            |                                                                                           |
| Simplificando                                                        | {\displaystyle \mathrm {Bm} ={\frac {\tau \ L}{(d\ /\ t)\ \mu }}}                                       | {\displaystyle \mathrm {Bm} ={\frac {\tau \ L}{(d\ /\ t)\ \mu }}}                                       | {\displaystyle \mathrm {Bm} ={\frac {\tau \ L}{(d\ /\ t)\ \mu }}}                                       |                                                                                           |
| Multiplicando {\displaystyle {\Bigl (}{\frac {d\ L}{d\ L}}{\Bigr )}} | {\displaystyle \mathrm {Bm} ={\Bigl (}{\frac {d\ L}{d\ L}}{\Bigr )}{\frac {\tau \ L}{(d\ /\ t)\ \mu }}} | {\displaystyle \mathrm {Bm} ={\Bigl (}{\frac {d\ L}{d\ L}}{\Bigr )}{\frac {\tau \ L}{(d\ /\ t)\ \mu }}} | {\displaystyle \mathrm {Bm} ={\Bigl (}{\frac {d\ L}{d\ L}}{\Bigr )}{\frac {\tau \ L}{(d\ /\ t)\ \mu }}} |                                                                                           |
| Simplificando                                                        | {\displaystyle \mathrm {Bm} ={\Bigl (}{\frac {L}{d}}{\Bigr )}{\frac {\tau \ L}{(L\ /\ t)\ \mu }}}       | {\displaystyle \mathrm {Bm} ={\Bigl (}{\frac {L}{d}}{\Bigr )}{\frac {\tau \ L}{(L\ /\ t)\ \mu }}}       | {\displaystyle \mathrm {Bm} ={\Bigl (}{\frac {L}{d}}{\Bigr )}{\frac {\tau \ L}{(L\ /\ t)\ \mu }}}       |                                                                                           |
| Sustituyendo                                                         | {\displaystyle \mathrm {Bm} ={\Bigl (}{\frac {L}{d}}{\Bigr )}{\frac {\tau \ L}{u\ \mu }}}               | {\displaystyle \mathrm {Bm} ={\Bigl (}{\frac {L}{d}}{\Bigr )}{\frac {\tau \ L}{u\ \mu }}}               | {\displaystyle \mathrm {Bm} ={\Bigl (}{\frac {L}{d}}{\Bigr )}{\frac {\tau \ L}{u\ \mu }}}               | {\displaystyle \mathrm {Bm} ={\Bigl (}{\frac {L}{d}}{\Bigr )}{\frac {\tau \ L}{u\ \mu }}} |

{\displaystyle \mathrm {Bm} ={\Bigl (}{\frac {L}{d}}{\Bigr )}{\frac {\tau \ L}{u\ \mu }}}